# Quick Look
Quick Look är ett datorprogram som ingår i operativsystemet Mac OS X v10.5 Leopard. Det används för att visa innehållet av en fil såsom textdokument, PDF-dokument och bilder utan att öppna motsvarande program.